# Lill-Uman
Lill-Uman är en sjö i Sorsele kommun i Lappland som ingår i Ranas huvudavrinningsområde. Sjön har en area på 5,12 kvadratkilometer och ligger 635,4 meter över havet.

## Delavrinningsområde
Lill-Uman ingår i det delavrinningsområde (733899-146277) som SMHI kallar för Utloppet av Lill-Uman. Medelhöjden är 708 meter över havet och ytan är 24,63 kvadratkilometer. Räknas de 6 avrinningsområdena uppströms in blir den ackumulerade arean 87,49 kvadratkilometer. Avrinningsområdets utflöde Litle Umelva mynnar i havet. Avrinningsområdet består mestadels av öppen mark (32 procent) och kalfjäll (44 procent). Avrinningsområdet har 5,08 kvadratkilometer vattenytor vilket ger det en sjöprocent på 20,6 procent.